# Hidròxid de cesi
L'Hidròxid de cesi ({\displaystyle {\ce {CsOH}}}) és un compost químic que consta d'un ió de cesi i un ió d'hidròxid. És una base forta (pKb = -1,76), igual que els altres hidròxids de metall alcalí tal com l'hidròxid de sodi i l'hidròxid de potassi. De fet, l'hidròxid de cesi és prou potent com per rosegar ràpidament el vidre.
A causa de la seva alta reactivitat, l'hidròxid de cesi és extremadament higroscòpic. L'hidròxid de cesi de laboratori sol ser un hidrat.
És un reactiu d'atac anisotròpic de silici, que forma plànols octaèdrics. Aquesta tècnica pot formar piràmides i pous de gravat de forma regular per a usos com ara sistemes microelectromecànics. És conegut per tenir una major selectivitat per gravar silici que l'hidròxid de potassi que s'utilitza més comunament.
Aquest compost no s'utilitza comunament en experiments a causa de l'alt cost d'extracció del cesi i pel seu comportament reactiu. Actua de manera similar a la d'hidròxid de rubidi i hidròxid de potassi, encara que és més reactiu.